# 内藤信全
内藤 信全（ないとう のぶのり、? - 寛文13年6月21日（1673年8月3日））は、陸奥国内藤家棚倉藩の初代藩主・内藤信照の三男。棚倉藩内藤家より分家となった旗本（寄合）家初代。通称は三左衛門。父は内藤信照。養子に信有。
幼名・五郎。明暦3年（1657年）9月3日徳川家綱に披露される。寛文11年（1671年）9月23日、兄・内藤信良から常陸国多賀郡のうち、新田5000石を分与された。
寛文13年6月21日、江戸において死す。法名：清閑。葬地は三田浄閑寺とされている（「寛政譜」）。